# Aaron Burkart
Aaron Nikolai Burkart (20 de septiembre de 1982, Singen, Baden-Württemberg, Alemania) es un piloto de rally que compitió en el Campeonato Mundial de Rally donde fue campeón del Mundial Junior en 2010.

## Trayectoria

### Resultados completos WRC
| Año  | Equipo                                | Automóvil                  | 1       | 2   | 3      | 4       | 5      | 6      | 7      | 8       | 9      | 10      | 11      | 12      | 13     | 14  | 15  | 16     | Pos. | Puntos |
| ---- | ------------------------------------- | -------------------------- | ------- | --- | ------ | ------- | ------ | ------ | ------ | ------- | ------ | ------- | ------- | ------- | ------ | --- | --- | ------ | ---- | ------ |
| 2003 | Aaron Burkart                         | Volkswagen Polo GTI        | MON     | SWE | TUR    | NZL     | ARG    | GRE    | CHI    | GER Ret | FIN    | AUS     | SRM     | COR     | ESP    | GBR |     |        | -    | 0      |
| 2004 | Aaron Burkart                         | Peugeot 106 S16            | MON     | SWE | MEX    | NZL     | CHI    | GRE    | TUR    | ARG     | FIN    | GER Ret | JAP     | GBR     | CER    | COR | ESP | AUS    | -    | 0      |
| 2005 | Aaron Burkart                         | Citroën Saxo S1600         | MON     | SWE | MEX    | NZL     | ITA 37 | CYP    | TUR    | GRE     | ARG    | FIN     | GER Ret | GBR     | JPN    | FRA | ESP | AUS    | -    | 0      |
| 2006 | Aaron Burkart                         | Citroën Saxo S1600         | MON Ret | SWE | MEX    |         |        |        |        |         |        |         |         |         |        |     |     |        | -    | 0      |
| 2006 | Aaron Burkart                         | Citroën C2 S1600           |         |     |        | ESP Ret | ARG    | FRA 28 | ITA 23 | GRE     | GER 23 | FIN     | JPN     |         | TUR 31 | AUS | NZL | GBR 24 | -    | 0      |
| 2006 | Aaron Burkart                         | Mitsubishi Lancer Evo VIII |         |     |        |         |        |        |        |         |        |         |         | CYP Ret |        |     |     |        | -    | 0      |
| 2007 | Aaron Burkart                         | Citroën C2 S1600           | MON     | SWE | NOR 38 | MEX     | POR    | ARG    | ITA 18 | GRE     | FIN 57 | GER 20  | NZL     | ESP 30  | FRA 25 | JPN | IRE | GBR    | -    | 0      |
| 2008 | Aaron Burkart                         | Citroën C2 S1600           | MON     | SWE | MEX 12 | ARG     | JOR    | ITA 19 | GRE    | TUR     | FIN 28 | GER 22  | NZL     | ESP 20  | FRA 26 | JPN | GBR |        | -    | 0      |
| 2009 | Aaron Burkart                         | Suzuki Swift S1600         | IRE 16  | NOR | CYP 20 | POR     | ARG 15 | ITA 17 | GRE    | POL     | FIN 19 | AUS     | ESP 37  |         |        |     |     |        | -    | 0      |
| 2009 | Citroën Junior Team                   | Citroën C4 WRC             |         |     |        |         |        |        |        |         |        |         |         | GBR 12  |        |     |     |        | -    | 0      |
| 2010 | Aaron Burkart                         | Suzuki Swift S1600         | SWE     | MEX | JOR    | TUR 10  | NZL    | POR 32 | BUL    | FIN     | DEU 26 | JPN     | FRA 36  | ESP 26  | GBR    |     |     |        | 26º  | 1      |
| 2011 | M-Sport Stobart Ford World Rally Team | Ford Fiesta RS WRC         | SWE     | MEX | POR    | JOR     | ITA    | ARG    | GRE    | FIN     | DEU 23 |         |         |         |        |     |     |        | -    | 0      |

### Campeonato Junior JWRC
| Año  | Equipo        | Automóvil          | 1       | 2     | 3      | 4     | 5      | 6     | Pos. | Puntos |
| ---- | ------------- | ------------------ | ------- | ----- | ------ | ----- | ------ | ----- | ---- | ------ |
| 2006 | Aaron Burkart | Citroën C2 S1600   | ESP Ret | FRA 7 | ITA 5  | DEU 6 | TUR 12 | GBR 3 | 12º  | 15     |
| 2007 | Aaron Burkart | Citroën C2 S1600   | NOR 5   | ITA 4 | FIN 14 | DEU 4 | ESP 7  | FRA 7 | 7º   | 18     |
| 2008 | Aaron Burkart | Citroën C2 S1600   | MEX 4   | ITA 3 | FIN 4  | DEU 2 | ESP 3  | FRA 5 | 2º   | 34     |
| 2009 | Aaron Burkart | Suzuki Swift S1600 | IRE 1   | CYP 3 | ARG 2  | ITA 3 | FIN 4  | ESP 5 | 3º   | 39     |
| 2010 | Aaron Burkart | Suzuki Swift S1600 | TUR 1   | POR 3 | BUL    | DEU 2 | FRA 5  | ESP 4 | 1º   | 80     |